# Microscleroderma novaezelandiae
Microscleroderma novaezelandiae är en svampdjursart som beskrevs av Kelly 2007. Microscleroderma novaezelandiae ingår i släktet Microscleroderma och familjen Scleritodermidae. Inga underarter finns listade i Catalogue of Life.